# D.A. Got That Dope
David Lewis „D.A” Doman (ur. 3 sierpnia 1984 w Chicago), znany zawodowo jako D.A. Got That Dope (stylizowane na d.a. got that dope), – amerykański producent muzyczny i autor tekstów z Chicago w stanie Illinois.

## Kariera
Karierę rozpoczął w połowie 2000 roku pracując z chicagowskimi undergroundowymi artystami, takimi jak Mikkey Halsted, Kidz in the Hall i Bump J. W 2011 roku, po kilku latach pracy z JR Rotem, za co otrzymał multi platynową plakietkę za koprodukcję w utworze „Everybody in Love”, przeniósł się do Los Angeles w poszukiwaniu lepszych możliwości. Od tego czasu stał się znany z produkcji piosenek „Privacy” Chrisa Browna, „ZEZE” Kodaka Blacka (z gościnnym udziałem Travisa Scotta i Offseta) oraz „Dip” Tygi (z udziałem Nicki Minaj), „Taste” Tygi (z udziałem Offseta) i „Godzilla” Eminema (z gościnnym udziałem Juice Wrld’a).